# Estádio 24 de Setembro
Das Estádio 24 de Setembro, auch Estádio Nacional 24 de Setembro, ist ein Fußballstadion mit Leichtathletikanlage in der guinea-bissauischen Hauptstadt Bissau. Die Anlage bietet 20.000 Zuschauern Platz. Das Estádio 24 de Setembro (deutsch Stadion des 24. September) ist die Heimspielstätte des Fußballvereins Sporting Clube de Bissau, Rekordmeister des Landes. Gelegentlich nutzen es auch andere Hauptstadtvereine.

## Geschichte
Mit chinesischer Hilfe wurde das ursprünglich 1989 errichtete Stadion zwischen 2012 und 2013 umfassend renoviert und den Anforderungen des Weltfußballverbands FIFA, des afrikanischen Fußballverbands CAF sowie des Weltöeichtathletikverbands IAAF (heute World Athletics) angepasst.
Im Jahr 2007 wurde hier, neben dem Estádio Lino Correia, der letzte Amílcar-Cabral-Cup ausgetragen.

## Name
Der Name des Stadions erinnert an die Unabhängigkeit des Landes, das sich am 24. September 1973 für unabhängig erklärte, nachdem es als einzige portugiesische Kolonie seinen Unabhängigkeitskampf gegen Portugal militärisch gewinnen konnte. Die Unabhängigkeit wurde erst nach der Nelkenrevolution 1974 und dem Ende der portugiesischen Diktatur vom nunmehr demokratischen Portugal am 10. September 1974 anerkannt. In Guinea-Bissau feiert man aber vor allem den 24. September als Unabhängigkeitstag.